# Monsampolo del Tronto
Monsampolo del Tronto es una localidad y comune italiana de la provincia de Ascoli Piceno, región de las Marcas, con 4515 habitantes.

## Evolución demográfica
| Gráfica de evolución demográfica de Monsampolo del Tronto entre 1861 y 2001 |
|                                                                             |
| Fuente ISTAT - elaboración gráfica de Wikipedia                             |